# South Cle Elum (Washington)
South Cle Elum je gradić u američkoj saveznoj državi Washington. Prema popisu stanovništva iz 2010. u njemu je živjelo 532 stanovnika.